# Magnus Wennman
Lars Magnus Wennman, född 18 mars 1979 i Södertälje församling, Stockholms län, är en svensk fotograf.

## Biografi
Wennman, som är anställd på Aftonbladet, har vunnit fler priser än någon annan i fototävlingen Årets bild. År 2017 hade han sammanlagt vunnit 57 priser. År 2005 vann han klassen Årets Sportbild Feature i Årets bild. Wennman vann även klassen Årets sportbild feature 2007 och kom både 2:a och 3:a i klassen bildreportage sport och kom 2:a i klassen utländskt vardagsliv. 2007 fick han ett andrapris i fototävlingen World Press Photo of the Year med ett reportage om amerikanska pensionärer i en skönhetstävling samt ett hedersomnämnande i klassen Sport Action i amerikanska Picture of the year international.
2009 vann Wennman Årets bild med en bild från det amerikanska valet, blev även utsedd till årets fotograf och vann ytterligare fem priser i tävlingen Årets Bild. 2011 blev han utsedd till Årets fotograf och vann ytterligare sex priser i tävlingen Årets bild.  År 2017 vann Wennman sju priset under Årets bild, vilket var nytt rekord i antal förstapriser. Samma år vann han även förstapris i klassen "people" i World Press Photo of the Year. Den vinnande bilden föreställde en femårig flicka som tillsammans med sin familj tvingats fly från Irak på grund av IS. I samband med vinsten deklarerade Wennman att han inte längre såg sig som pressfotograf utan som en visuell berättare. År 2018 arbetade han under mer än ett halvår med ett reportage om sömn för National Geographic. På omslaget syns hans egen son Wile. År 2023 belönades han tillsammans med journalisten Staffan Lindberg med Stora journalistpriset i kategorin årets avslöjande för deras granskning om dumpning av begagnat snabbmode i fattiga länder.